# Lake Camelot (Illinois)
Pour les articles homonymes, voir Lake Camelot.
Lake Camelot est une census-designated place située dans le comté de Peoria, dans l’État de l’Illinois, aux États-Unis. Sa population s’élevait à 1 686 habitants lors du recensement de 2010.